# Guy Le Strange
Guy Le Strange, né  le 24 juillet 1854 à Hunstanton selon les uns, à Bruxelles selon d'autres, et mort le 24 décembre 1933 à Cambridge, est un orientaliste britannique. Il est passé à la postérité pour se recherches de géographie antique du Moyen Orient et de l'Orient musulman, et pour ses traductions des géographes persans. 

## Biographie sommaire
Fils benjamin d’Henry L'Estrange Styleman Le Strange de Hunstanton Hall (Norfolk), il étudia les langues anciennes à Clifton College puis se spécialisa dans la connaissance du persan, de l’arabe et des langues ibériques.
Le Strange était l'un des membres fondateurs du Mémorial E. J. W. Gibb, association qui édite depuis 1905 la collection de mémoires Gibb Memorial Series.